# 심왕

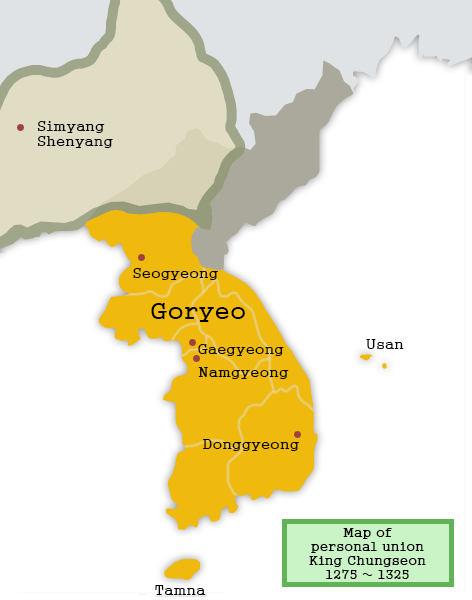
충선왕 시절 고려와 심양의 지도

심양왕(瀋陽王, 1307 또는 1308~1310) 및 심왕(瀋王, 1310~1375)은 고려 국왕이 원나라 황제로부터 받은 봉작(封爵)의 하나이다. 충선왕은 원나라 체류 중 1307년(충렬왕 33년)에 원 무종을 도와서 그가 즉위하는 데 공을 세웠다. 그 대가로 1307년 원 무종은 충선왕에게 심양을 포함한 요동, 요양, 압록강 지방에 사는 고려인과 여진족들을 통제하고 다스리는 통치권을 주고 심양왕에 봉했다. 심양왕의 영향력이 미치는 심왕부는 랴오둥 반도, 랴오양, 헤이룽장성, 단둥, 두만강 일대였다.

## 개설
1307년(고려 충렬왕 33년, 원 대덕 11년) 또는 1308년(충렬왕 34년, 원 지대 원년) 충선왕이 원나라에서 무종을 옹립한 공으로 심양왕의 봉작을 받은 것이 그 시초였다. 당시의 심양, 즉 지금의 펑톈·랴오양 등지는 고려인의 전쟁 포로나 유민(流民)이 많이 살면서 특수한 지역을 형성하여 두 나라 사이의 교통상·군사상·경제상 극히 중요한 곳이었다. 원나라는 이 지방을 원활히 다스리기 위해 충선왕을 심양왕에 책봉하였다.
충렬왕이 죽은 후 심양왕이던 충선왕이 다시 왕위에 올랐고, 1310년(충선왕 복위 2년) 심왕(瀋王)에 개봉(改封)되었다. 이때부터 심양왕 대신 심왕으로 불리었다. 그 후 충선왕의 조카이자 한때 고려의 태자였던 연안군 왕고가 심왕이 되면서부터는 이러한 지역에 대한 실권이 없어졌다. 원나라는 이때부터 심왕을 정치적으로 교묘히 이용함으로써 고려의 왕을 견제하는 도구로 삼았다. 당시 고려 조정에서는 충숙왕을 싫어하는 일부 무리들이 있어 왕고와 결탁하여 그를 왕위에 옹립하는 운동을 일으켰다. 이후 왕고는 태자 아유시리다라의 지지를 받으며 여러번 왕위를 주장했으나 결국 후계 없이 죽었고(1368), 공민왕이 후사를 주장했으나 받아들여지지 않았다.
이후에도 심왕과 고려왕 사이에는 고려 국왕의 지위를 둘러싸고 여러 번 분규가 일어났다. 이러한 고려 자체 내의 정치적·사회적 혼란과 분열을 이용하여, 원나라는 쇠퇴해진 국력으로도 고려에 대한 외교정책에서 주도권을 쥐고 군림할 수 있는 계기를 마련하였던 것이다.

## 역대 심양왕·심왕
| 대수 | 시호             | 시호             | 시호               | 시호               | 휘           | 휘         | 능호 | 능호 | 재위          | 전임자와의 관계    | 비고                                                                          |
| 대수 | 원에서 내린 시호 | 원에서 내린 시호 | 공민왕이 올린 시호 | 공민왕이 올린 시호 | 휘           | 휘         | 능호 | 능호 | 재위          | 전임자와의 관계    | 비고                                                                          |
| ---- | ---------------- | ---------------- | ------------------ | ------------------ | ------------ | ---------- | ---- | ---- | ------------- | ------------------ | ----------------------------------------------------------------------------- |
| 1    | 충선             | 忠宣             | 선효대왕           | 宣孝大王           | 장           | 璋         | 덕릉 | 德陵 | 1308년~1316년 | -                  | 고려 26대왕                                                                   |
| 1    | 충선             | 忠宣             | 선효대왕           | 宣孝大王           | 이지르부카   | 益知禮普花 | 덕릉 | 德陵 | 1308년~1316년 | -                  | 고려 26대왕                                                                   |
| 2    | -                | -                | -                  | -                  | 고           | 膏         | -    | -    | 1316년~1345년 | 충선왕의 조카      | 연안군(延安君) 강양공(江陽公) 왕자(王滋)의 아들                               |
| 2    | -                | -                | -                  | -                  | 완택독       | 完澤禿     | -    | -    | 1316년~1345년 | 충선왕의 조카      | 연안군(延安君) 강양공(江陽公) 왕자(王滋)의 아들                               |
| 3    | -                | -                | -                  | -                  | 독타불화     | 篤朶不花   | -    | -    | 1354년~1376년 | 연안군 왕고의 손자 | 강릉대군(江陵大君) 왕덕수(王德壽)의 아들 《원사》는 탈탈불화(脫脫不花)로 표기 |
| 3    | -                | -                | -                  | -                  | 토크토아부카 | 篤朶不花   | -    | -    | 1354년~1376년 | 연안군 왕고의 손자 | 강릉대군(江陵大君) 왕덕수(王德壽)의 아들 《원사》는 탈탈불화(脫脫不花)로 표기 |

## 같이 보기
- 고려의 역대 국왕
- 충선왕

## 참고 자료
- 이 문서에는 다음커뮤니케이션(현 카카오)에서 GFDL 또는 CC-SA 라이선스로 배포한 글로벌 세계대백과사전의 "〈고려 왕실과 원나라〉" 항목을 기초로 작성된 글이 포함되어 있습니다.